# Melipotis illuminans
Melipotis illuminans är en fjärilsart som beskrevs av Walker 1857. Melipotis illuminans ingår i släktet Melipotis och familjen nattflyn. Inga underarter finns listade i Catalogue of Life.